# 安野屋町
安野屋町（やすのやちょう）は、富山県富山市の公称町名である。郵便番号は930-0087。

## 地理
神通川右岸に位置する。

### 河川
- 神通川
- 松川

## 歴史

### 年表
- 1889年（明治22年）4月1日 - 市制施行に伴い富山市に編入。

### 町名の由来
この地域は安野屋という商人の持っていた田圃であったことによるものだといわれる。

## 世帯数と人口
2021年（令和3年）9月30日現在の世帯数と人口は以下の通りである。
| 町丁           | 世帯数  | 人口  |
| -------------- | ------- | ----- |
| 安野屋町一丁目 | 181世帯 | 315人 |
| 安野屋町二丁目 | 75世帯  | 133人 |
| 安野屋町三丁目 | 96世帯  | 162人 |
| 計             | 352世帯 | 610人 |

## 小・中学校の学区
市立小・中学校に通う場合、学区は以下の通りとなる。
| 番地 | 小学校             | 中学校             |
| ---- | ------------------ | ------------------ |
| 全域 | 富山市立芝園小学校 | 富山市立芝園中学校 |

## 交通

### 鉄道
- 富山地方鉄道 富山軌道線
  - 安野屋停留場

### 道路
- 富山県道44号富山高岡線
  - 富山大橋

## 施設
- 富山大橋ポケットパーク
- 安野屋地区センター（安野屋公民館）
- セブンイレブン富山安野屋店

## 参考出典
- 平凡社地方資料センター 編『富山県の地名 日本歴史地名大系 第16巻』平凡社、1994年。ISBN 4582910084。